# 主権礁

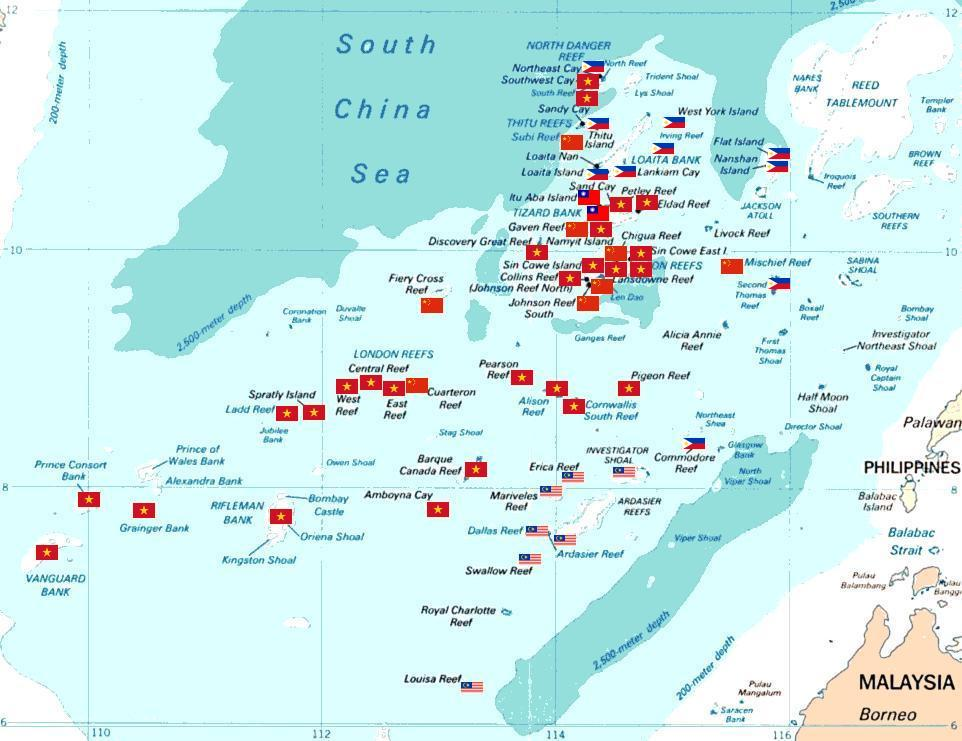
南沙諸島における南シナ海周辺諸国の実効支配状況

主権礁（英語：Empire Reef、ベトナム語：Đá Đức Hoà / 𥒥德和）は、南沙諸島のユニオン堆（英語：Union Banks、中国語: 九章群礁）と呼ばれる堆の北東端にある暗礁である。長線礁と牛軛礁の間にある。
中華人民共和国が主権礁を実効支配しているが、ベトナム及び中華民国（台湾）とフィリピンも主権を主張している。